# 馬偕紀念醫院肩難產案
馬偕紀念醫院肩難產案（或稱馬偕醫院肩難產案）是1994年發生在台灣，有關肩難產的醫療糾紛。由於病患於民事訴訟中援用《消費者保護法》（以下稱《消保法》）第7條服務提供人無過失責任之規定，請求馬偕紀念醫院負損害賠償責任，引發了醫界與司法界對於「醫療行為是否屬於《消保法》規範領域」此一問題的重大爭論。

## 經過

### 審判過程

#### 第一審
本件由李姓男童的家長代理起訴，據其計算損害額達新台幣371萬餘元，不過由於裁判費的考量，僅聲明請求賠償新台幣100萬元。第一審的台灣台北地方法院於1998年判決，認定鄭姓醫師並無過失，惟因醫療行為適用《消保法》第7條第1項之無過失責任規定，因此鄭姓醫師雖無過失，馬偕醫院仍須負損害賠償責任，創下台灣司法史上認定醫療行為適用《消保法》的首例。

### 後續影響
- 2004年立法院通過《醫療法》修正案，明文規定「醫療機構及其醫事人員因執行業務致生損害於病人，以故意或過失為限，負損害賠償責任」，目的應在排除《消保法》無過失責任之適用。惟《醫療法》是否為《消保法》之特別法而得優先適用，尚有未明；故此一修法仍未解決醫療行為是否適用《消保法》的爭議問題。

## 相關見解
醫療行為雖然有消費者保護法關於「定型化契約」（第11條以下）及「消費資訊提供義務」（第4條、第5條參照）等規範之適用，在學界並無太大爭議。但醫療行為是否亦有消費者保護法第7條之服務責任（屬於危險責任性質之無過失責任）之適用，在學說與實務曾有重大爭議。

### 肯定見解
學說上主張醫療行為有消費者保護法第7條服務責任適用者，其主要論點在於醫療行為與「危險責任」之歸責原則並無違背之處，而且醫療機構亦可證明其提供之服務具有「合理可期待之安全性」為由免除其賠償責任。
因為危險責任之歸責原理在於，企業經營者反覆繼續提供服務創造一定危險，對其提供之服務較能預防或控制危險發生，故課與其危險責任。而醫療行為（尤其是侵入性醫療行為）對於病患（消費者）造成一定危險，且醫師或醫療機構有能力控制並防止此類危險擴大，符合危險責任之歸責原則。
另一方面，消費者保護法第7條之服務責任雖為「無過失責任」，但並非「結果責任」。企業經營者對消費者造成之損害，係以其提供之服務「欠缺合理可期待之安全性」為其要件。將消費者保護法第7條之服務責任適用於醫療行為，醫療機構（企業經營者）僅就「醫療意外事故」，而不就「單純治療失敗」負消費者保護法第7條之服務責任。因此，醫療機構若能證明其採取之醫療措施合於醫療常規者，其提供之醫療服務具有「合理可期待之安全性」，縱然治療結果失敗，醫療機構亦無須依消費者保護法第7條負損害賠償責任。

### 否定見解
學說上亦有認為消費者保護法第7條之服務責任，於醫療行為並無適用之虞地，應透過「目的性限縮」之方式排除其適用。其主要理由在於，避免防禦性醫療。蓋若將無過失責任適用於醫療行為，醫師為降低醫療行為之危險性，將採取防禦性醫療措施，選擇副作用及危險性較低之治療方式，捨棄較有效但危險性較高之治療方式，延誤治療時機並浪費醫療資源。另外就比較法而言，對於醫療行為所生之損害甚少採取無過失責任之立法。。
在採取過失責任之前提下，病患雖應證明醫師或醫療院所在處置上有故意過失，但得依具體情形，例如在醫師病歷記載不完整、或醫師有重大醫療錯誤行為（例如殘留紗布在病患體內），適度的「減輕」甚至「倒置」病患對於因果關係及故意過失之舉證責任。
我國法院實務自從2004年4月28日醫療法第82條修正以來，普遍認為醫療法修正前後之醫療行為，應透過「目的性限縮」之方式，排除消費者保護法第7條無過失責任之適用。

### 分析檢討
事實上，學說與實務關於醫療行為是否適用消費者保護法第7條服務責任（危險責任性質之無過失責任）之爭論，運用於實際案件中結論未必產生不同。縱使在肯定說下，醫療機構仍可舉證證明其所提供之醫療服務具有「合理可期待之安全性」免責。而縱使回歸一般過失責任原則，而民事法上之過失責任已採客觀化之判斷標準（即善良管理人之注意程度），亦以法律上所期待醫師在從事醫療行為時所應有之注意為標準，亦即醫師在處置時是否已遵守醫療常規。「過失責任」與「無過失責任」在學理上雖有差別，但運用於實際個案中其結果未必會有顯著落差。

## 相關判決
- 本案第一審判決：台灣台北地方法院85年度訴字第5125號判決
- 本案第二審判決：台灣高等法院87年度上字第151號判決
- 本案第三審判決：最高法院90年度台上字第709號判決